# Pour la République sociale
Pour les articles homonymes, voir PRS.
 (juin 2022).
Si vous disposez d'ouvrages ou d'articles de référence ou si vous connaissez des sites web de qualité traitant du thème abordé ici, merci de compléter l'article en donnant les références utiles à sa vérifiabilité et en les liant à la section « Notes et références ».
Pour la République sociale (PRS) est une ancienne association politique française d'éducation populaire fondée en mai 2004, ayant vocation à replacer les valeurs républicaines au cœur de l'union des gauches. Autrefois présidée par Jean-Luc Mélenchon, elle s'est dissoute dans le Parti de gauche (PG) lors de sa création le 1er février 2009.

## Présentation
Son délégué général était François Delapierre. Le Bureau national de PRS était notamment composé de  René Revol, Jérôme Guedj, Catherine Picard, Raquel Garrido, Audrey Galland, Jacques Serieys, Marie-Pierre Oprandi, Gabriel Amard, Charlotte Girard, Danielle Simonnet, Nathanaël Uhl, Alexis Corbière et Grégory Chigolet.
Opposé à la vision de la République « ni droite ni gauche », prônée par Jean-Pierre Chevènement lors de l'élection présidentielle de 2002, et à l'union des républicains des deux rives, PRS défendait comme son nom l'indique  l'établissement d'une République sociale, c'est-à-dire d'une alliance des combats socialistes et républicains.
L'association était organisée en structures départementales tournées vers l'action militante et l'éducation populaire. Localement, les associations se fixaient comme objectif de refonder une alternative de gauche à la domination matérielle et culturelle du capitalisme de notre époque, en militant de façon active pour une nouvelle union des gauches. PRS a lancé une campagne d'affichage et de vente de badges début 2006 avec le slogan « gauche unis-toi, le peuple a besoin de toi ! »
Ce n'était pas un courant du Parti socialiste (PS), puisqu'il fédérait aussi des membres d'autres partis politiques (Parti communiste français, Verts, Ligue communiste révolutionnaire, Parti radical de gauche, etc.) ou des membres non encartés dans d'autres partis. Par exemple, dans les manifestations anti-CPE, PRS défilait séparément du PS. 
Pour ce qui est de sa composante socialiste, elle doit être appelée par le nom de la contribution déposée pour le Congrès du Mans : Trait d'union.
PRS s'impliqua fortement dans la campagne du non au référendum sur la constitution européenne en 2005 au côté des collectifs unitaires pour le non, campagne qu'elle poursuivit après la victoire du non avec le slogan « Respectez notre non ». Elle accueillit entre autres Marie-George Buffet, Olivier Besancenot et José Bové lors de son université d'été de 2005 à Arles sur le thème « Une nouvelle union des gauches est-elle possible ? ».
Le 7 novembre 2008, Jean-Luc Mélenchon annonça qu'il quittait le Parti socialiste pour se consacrer à la construction du Parti de gauche (PG) et appela à la « constitution d'un front de forces de gauche pour les élections européennes ». Il fut rejoint dans cette démarche par le député socialiste du Nord, Marc Dolez. PRS fait ainsi partie des organisations politiques fondatrices du PG.